# Andries Mondelaers
Andries Lodewijk Johannes Mondelaers, né le 10 juin 1896 à Brée (Belgique) et y décéder le 2 juin 1982, est un homme politique belge, membre du parti catholique.
Mondelaers fut docteur vétérinaire.

## Fonctions et mandats
- Conseiller communal (1938) et bourgmestre à Brée (Belgique) (1939)
- Conseiller provincial de la province de Limbourg : 1932-1939
- Député de Tongres-Maaseik (1939-1946)
- Sénateur de l'arrondissement d'Hasselt-Tongres-Maaseik : 1946-1968

## Source
- Bio sur ODIS